# Берег (морський)
Бе́рег — частина земної поверхні, в межах якої простежується постійна взаємодія суші та моря. Форми та обриси рельєфу залежать від вікових вертикальних рухів рівня моря. Велику роль у розвитку береги відіграють морські течії, припливи та відпливи, морські хвилі. Останні руйнують край суші або нагромаджують біля берегів рухомі наноси. Всі берега морів поділяють на дві великі групи:
- намивні, або акумулятивні
- корінні
  - молоді (скидові), майже не змінені морем
  - утворені з досить стійких кристалічних порід
  - абразійні, що піддаються інтенсивному розмиву

Вивчення динаміки берегів має велике значення для їх укріплення, портобудування, навігації тощо.